# Эспанья, Жорж д’
Жорж д’Эспанья (фр. Georges d'Espagnat; 14 августа 1870[…], Мелён — 17 апреля 1950[…], Париж) — французский художник, иллюстратор и гравёр. Был очень продуктивен и написал более тысячи полотен. Его работы хранятся во многих музеях.

## Биография
Жорж д'Эпанья учился в Школе декоративных искусств и Школе изящных искусств в Париже. Предпочитал практиковаться в одиночку, делая копии картин, особенно из Лувра.
Жорж сотрудничал с многочисленными иллюстрированными периодическими изданиями, такими как Le Courrier français (1895—1896), La Critique и Le Rire (1899—1912). Жорж д'Эпанья является автором оригинальных литографий. Практикуя гравюру по дереву, он использовал перочинный нож и добивался экспрессионистской визуализации. Жорж подарил несколько деревянных блоков журналу L'Ymagier, редактором которого между 1893 и 1894 годами был Реми де Гурмон. Жорж д'Эпанья иллюстрировал роман де Гурмона Sixtine (1922).
Сын Жоржа — физик Бернар д'Эспанья (1921—2015), двоюродный брат — художник и гравер Кристиан д'Эспик (1901—1978). Также имел брата Пола, который также являлся иллюстратором.
Жорж д'Эспанья умер 17 апреля 1950 года в 18 округе Парижа.

## Галерея

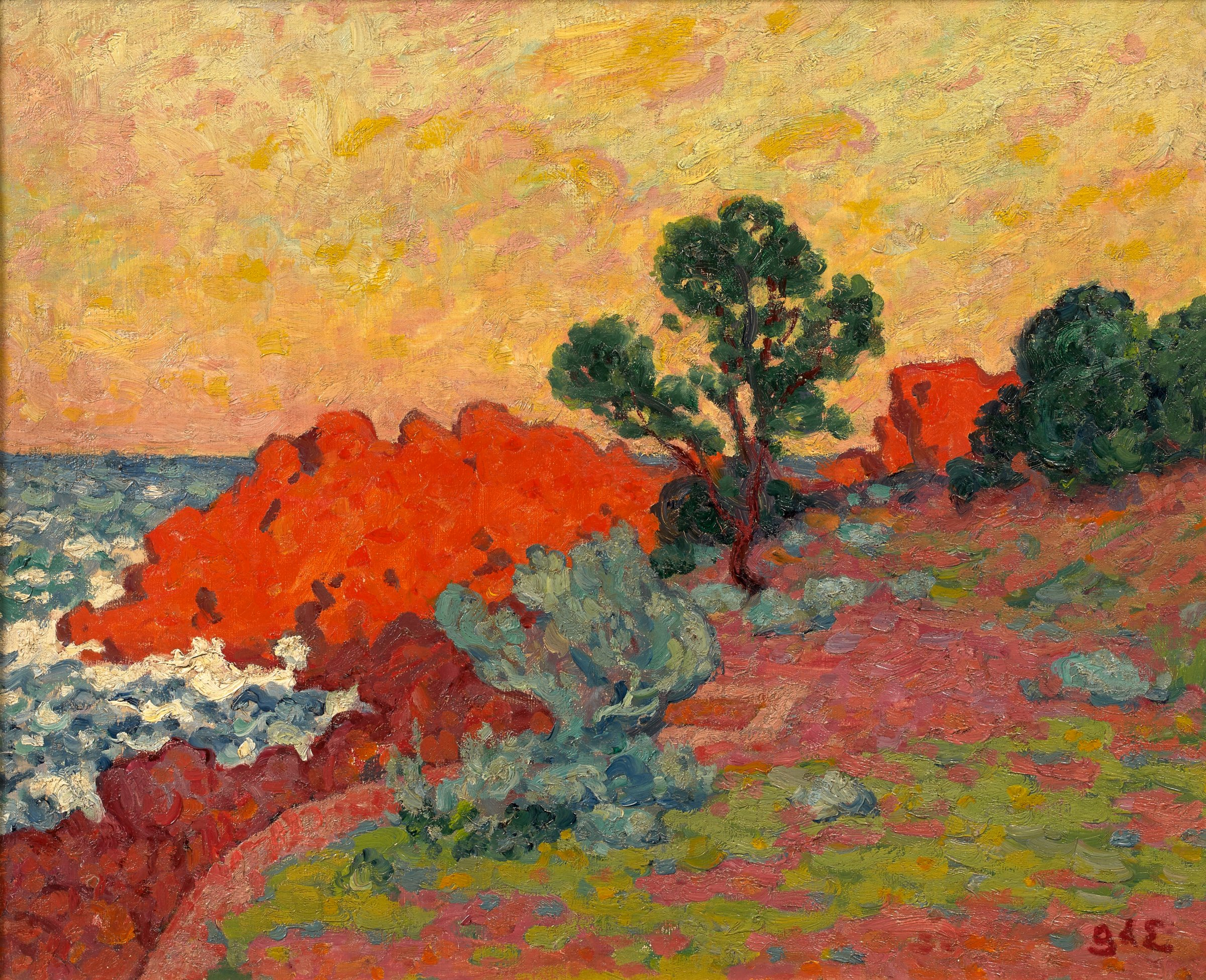
Красные скалы
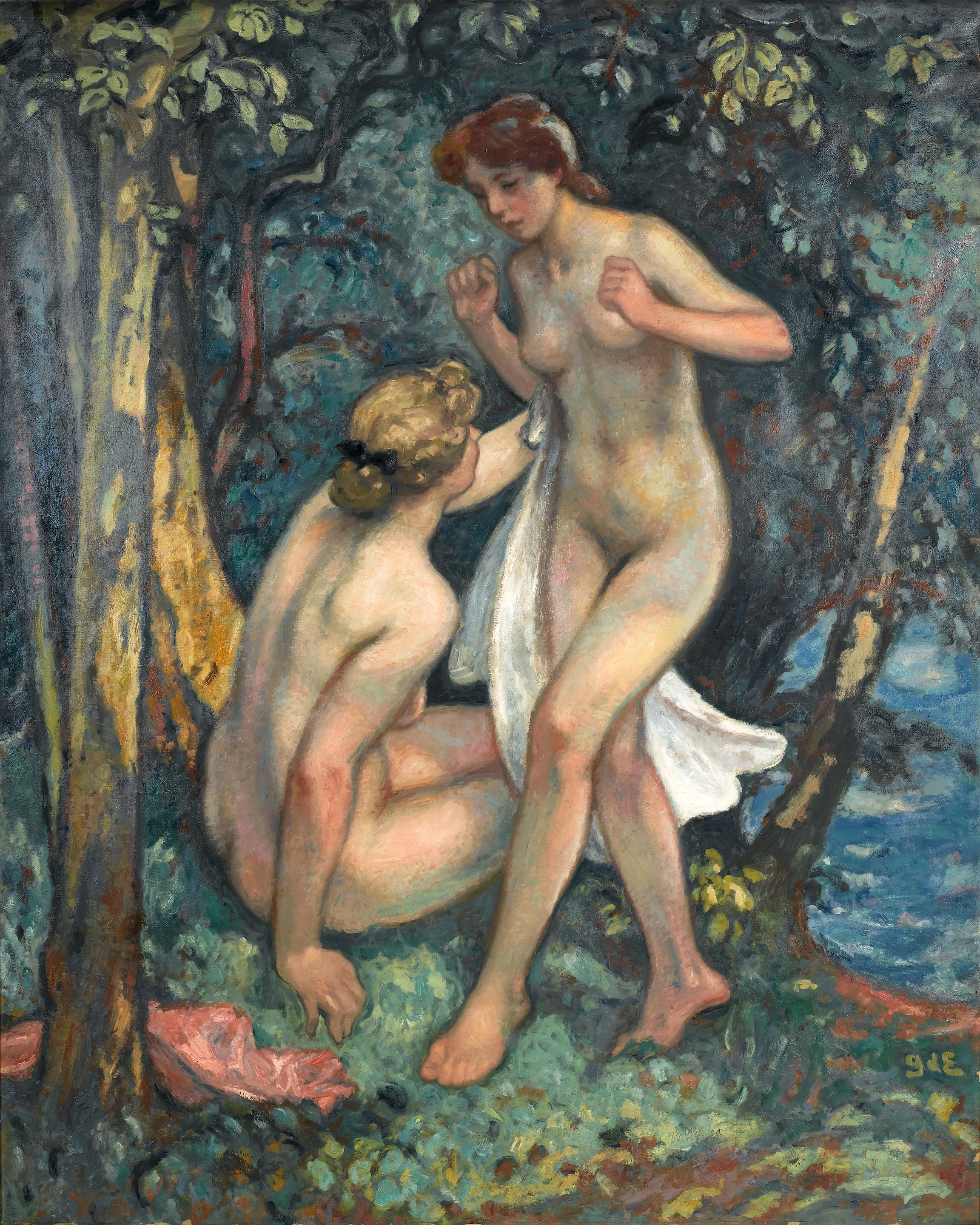
Купальщицы
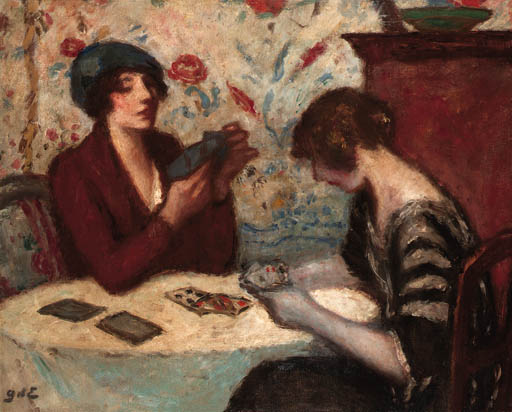
Картёжницы
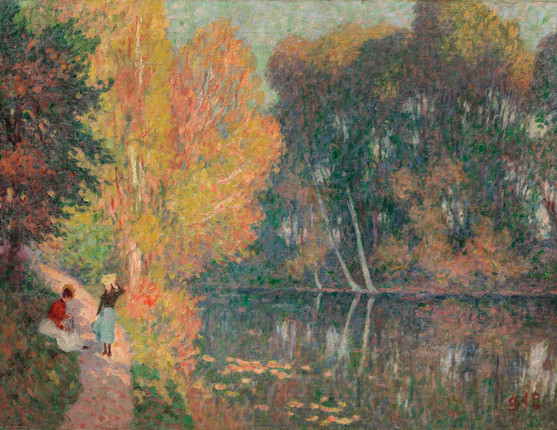
Провинциальный пейзаж
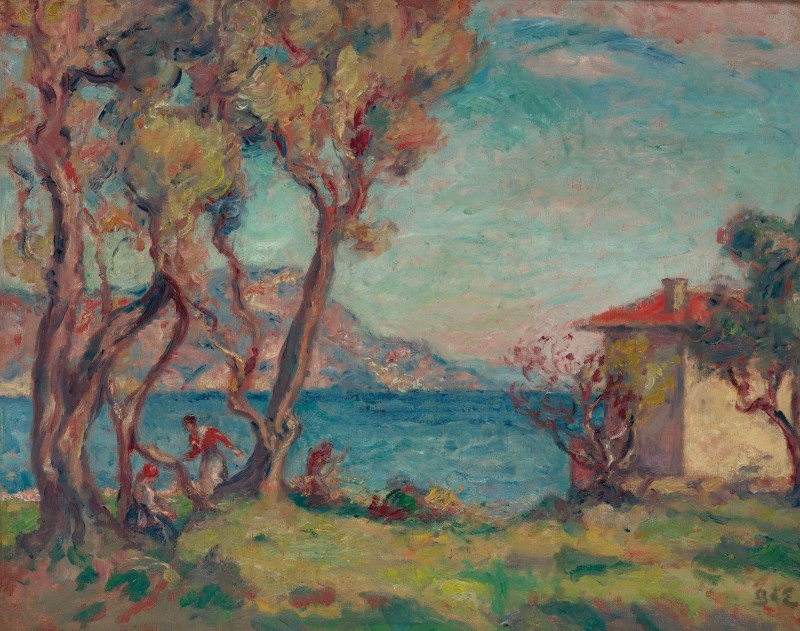
Домик на берегу моря
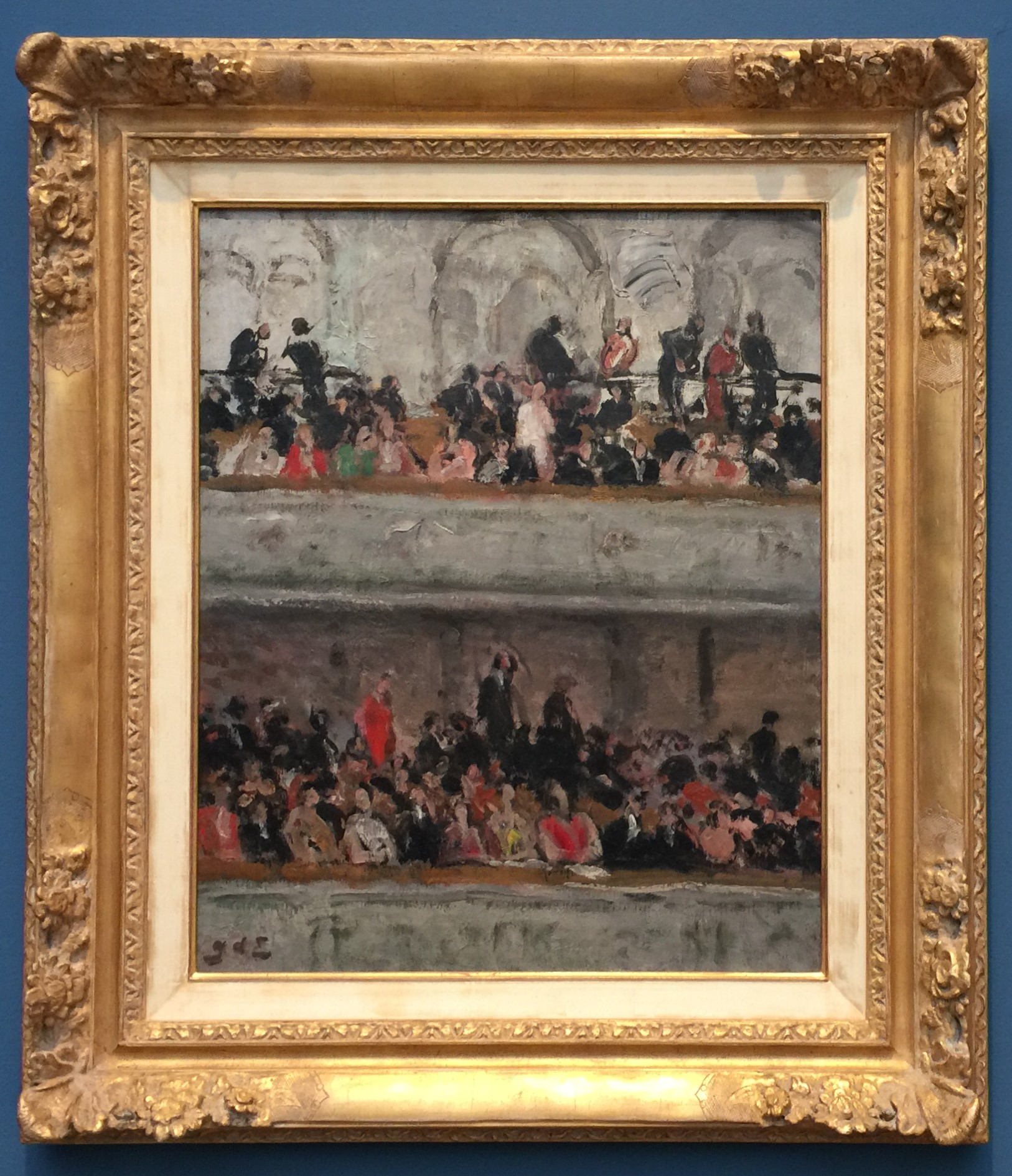
В зрительном зале
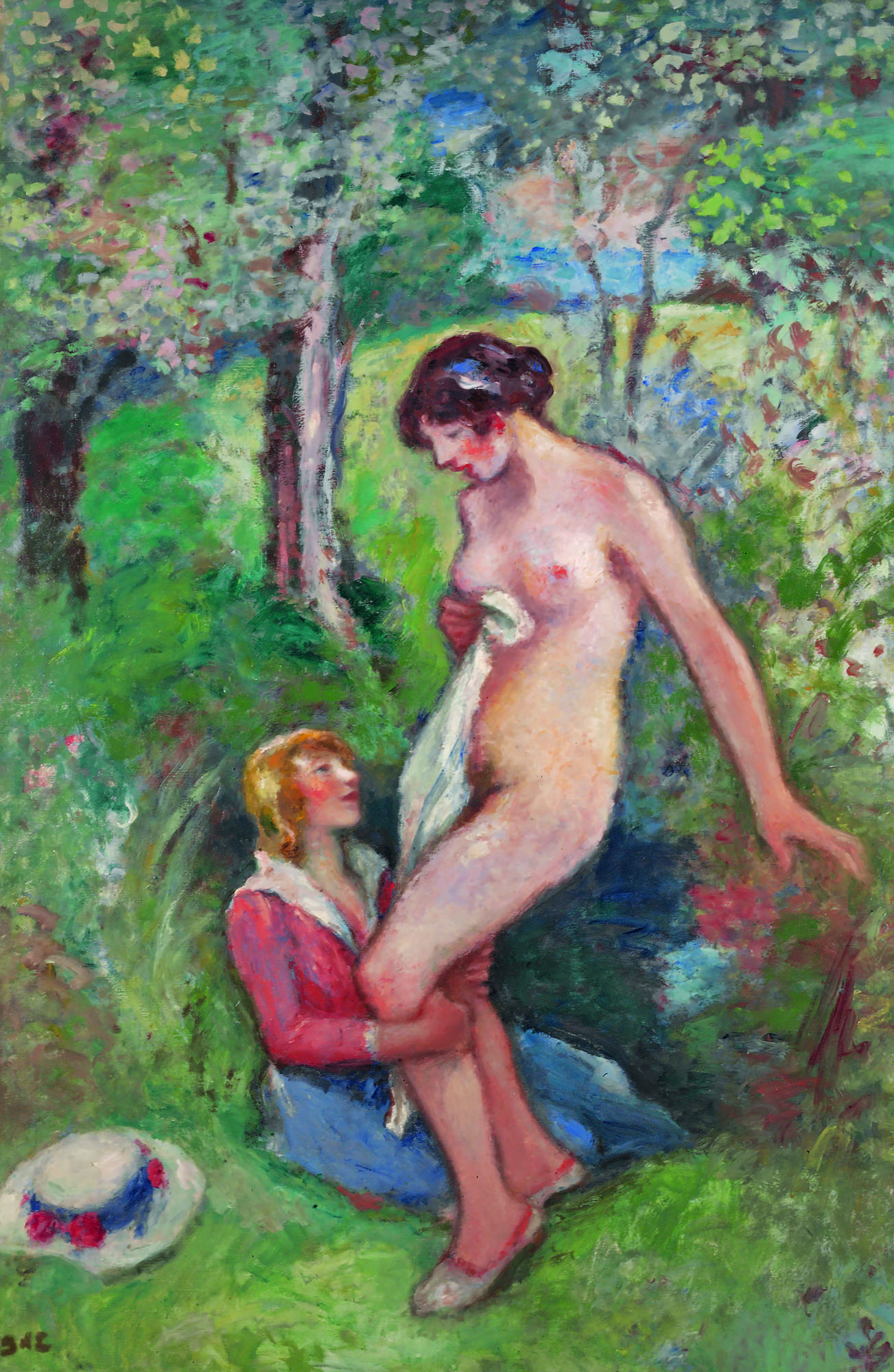
Купальщица